# Ціна втечі
Ціна втечі — український мелодраматичний телесеріал, адаптація римейку серіалу «З вовками жити…». Прем'єра відбулася 19 лютого 2024 року на каналі 1+1 Україна.

## Сюжет
Серіал розповідає історію сироти Марти, що мріє знайти рідних та кохання. Життя в прийомній родині є нестерпним, її силоміць хочуть видати заміж за бандита-афериста Платона, тому Марта тікає з дому. Далі героїня стикається з випробуваннями і після несподіваного дзвінка потрапляє до поліцейського відділку.
Але у фіналі бандит Платон, адвокат Голубєв та Ревуцький були вбиті, полковника Чекаловця та Вероніку затримали за вбивство, шантаж та викрадення дівчини, а Марта з Денисом, Катя з Ярославом та Ольга з Орестом почали жити всі разом.

## Акторський склад
- Анна Іванова — Марта, головна героїня
- Макар Тихомиров — Денис, хлопець Марти
- Дар'я Плендер — Катя, подруга Марти та чоловік Ярослава
- Олександр Кривошеєв — Ярослав, чоловік Каті
- Анастасія Нестеренко — Симона, мати Марти
- Артем Позняк — Роберт, батько Марти
- Ганна Лебедєва — Ольга, бабуся Марти
- Олександр Третьяченко — Орест, дідусь Марти
- Валерія Ходос — Марія, вчителька Марти
- Віталій Салій — Платон, бандит-аферист
- Лариса Пономаренко — Вероніка, біологічна мати Марти, а також синів Саши та Паши
- Павло Костіцин — полковник Василь Петрович Чекаловець